# Saint-Bonnet-de-Bellac
Saint-Bonnet-de-Bellac ist eine Gemeinde in Frankreich. Sie gehört zur Region Nouvelle-Aquitaine, zum Département Haute-Vienne, zum Arrondissement Bellac und zum Kanton Bellac.

## Geografie
Saint-Bonnet-de-Bellac grenzt
- im Nordwesten und im Norden an Val-d’Oire-et-Gartempe mit Saint-Barbant und Bussière-Poitevine,
- im Osten an Saint-Sornin-la-Marche und La Croix-sur-Gartempe,
- im Südosten an Peyrat-de-Bellac,
- im Südwesten an Val d’Issoire mit Mézières-sur-Issoire,
- im Westen an Saint-Martial-sur-Isop.

Die Gartempe flankiert die Gemeindegemarkung im Osten. Der Fluss nimmt hier einen Bach namens Ruisseau de Sagne auf.
Die Route nationale 147 führt über Bellac.

## Bevölkerungsentwicklung
| Jahr      | 1962 | 1968 | 1975 | 1982 | 1990 | 1999 | 2008 | 2018 | 2021 |
| --------- | ---- | ---- | ---- | ---- | ---- | ---- | ---- | ---- | ---- |
| Einwohner | 804  | 707  | 640  | 563  | 521  | 517  | 533  | 471  | 444  |

## Sehenswürdigkeiten
- Kirche Saint-Bonnet
- Schloss Bagnac mit den Ruinen einer Kapelle, Monument historique

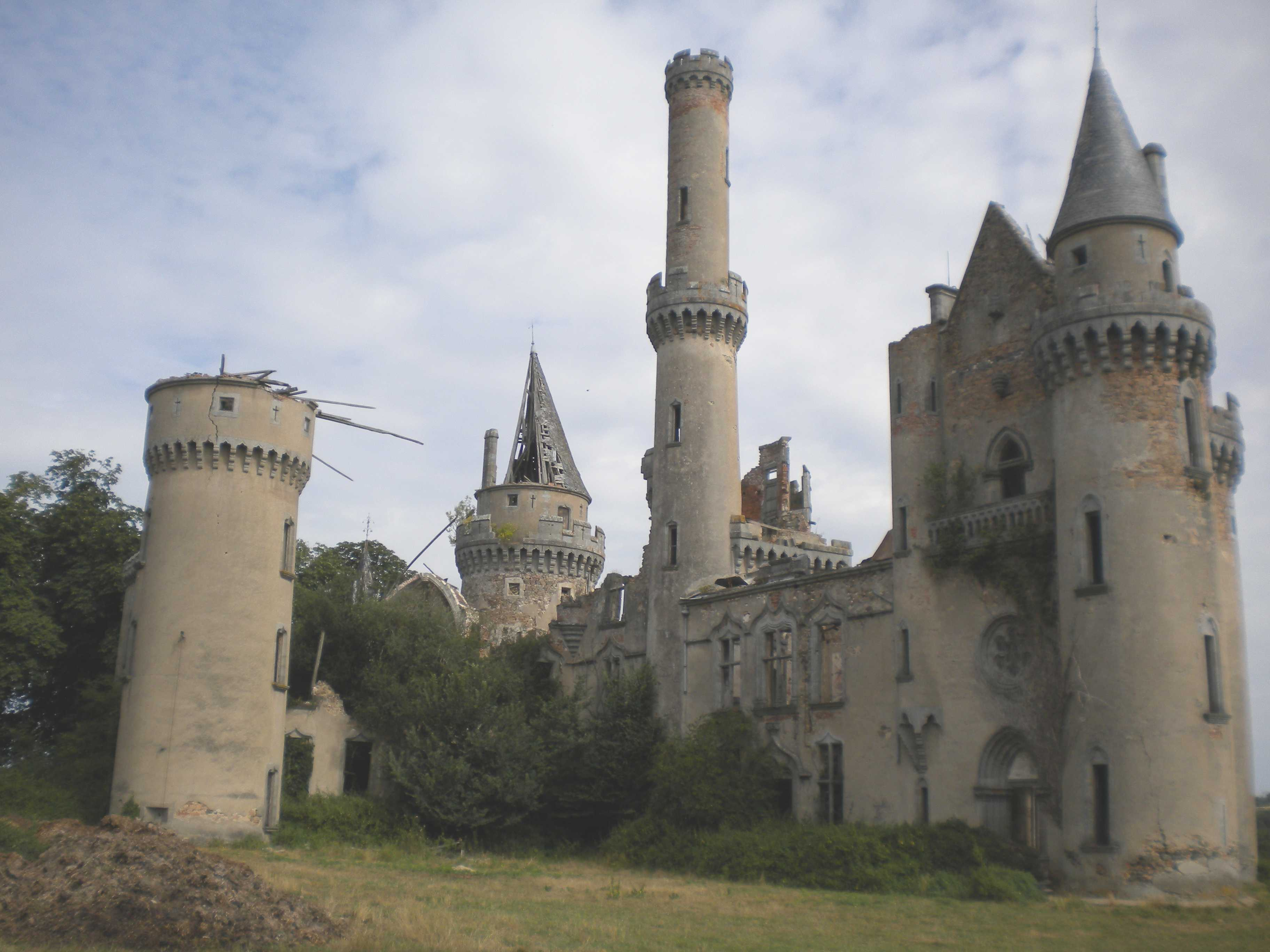
Schloss Bagnac

- Schloss Montagrier